# Fabio Capello
Fabio Capello (San Canzian d'Isonzo, 18. lipnja 1946.), talijanski nogometni trener i bivši nogometaš.
Capello je naširoko poznat kao sjajan trener, jedan od najboljih ikad, a uz njegovo se ime vezuje i uspješna igračka karijera 

## Igračka karijera
Kao nogometaš počeo je u SPAL-u, 1964. godine. Nakon tri sezone preselio je u Romu, gdje je osvajanjem talijanskog kupa došao do prvog trofeja u karijeri. Potom je prodan u Juventus, gdje se zadržao od 1969. do 1976. odigravši 239 utakmica, u kojima je zabio 41 pogodak. Od 1972. do 1976. nastupio je 32 puta za talijansku reprezentaciju. U plavom je dresu 8 puta bio strijelac, a jedan od tih golova je onaj za pobjedu svoje momčadi protiv Engleske na Wembleyju. Bila je to prva pobjeda Azzura nad Gordim Albionom. Nakon Juvea, karijeru je završio u Milanu.

## Trenerska karijera

### Milan
Trenersku je karijeru započeo tamo gdje je igračku završio, u Milanu, ranih 1990-ih. Tada su Rossonere pod vodstvom Baresija i Maldinija nazivali nepobjedivima, a pod pod trenerskom palicom Don Fabija (Capellov nadimak) četiri su puta u pet godina osvajali talijansku ligu. Fabio Capello je s Milanom bio neporažen od 19. svibnja 1991. do 21. ožujka 1993., čak 58 utakmica. Ironično, prvi poraz nakon tog niza bio je baš na domaćem terenu. Golom Faustina Asprille porazila ih je Parma. Godine 1994. Capello se kiti naslovom prvaka Europe, nakon poraza Barcelone, 4:0 u finalu Lige prvaka. Godine 1995. Milanisti su završili tek četvri u ligi i izgubili su finale Lige prvaka od Ajaxa, ali je Capello ostao još jednu godinu u kojoj je vratio naslov prvaka. Nakon toga, era Don Fabija u Milanu je završila.

### Real Madrid
Krenuo je u Španjolsku, gdje je s Real Madridom u sezoni 1996./1997. osvojio naslov prvaka. Opet je u velikom stilu napustio klub, te se vratio u Milan. Era The invinciblesa je završila, a Capello nije bio jedanako uspješan kao početkom desetljeća. 

### Roma
Godine 1999. preuzima još jedan klub u kojem je nekad igrao, sada je to Roma. Klub je s njim kao trenerom 2001. osvojio naslov prvaka nakon 18 godina čekanja. 

### Juventus
Godine 2004. završio je s treniranjem u glavnom gradu, te preselio u Juventus. U svoje dvije sezone u Juventusu, osvojio je dva naslova prvaka Italije, te time zaokružio osvajanje naslova u četiri velika europska grada (Rim, Madrid, Torino i Milano). No, ti naslovi prvaka s Juventusom postali su vrlo upitni kada je Italiju potresao Calciopoli, velika afera oko namještanja utakmica lige, s torinskim klubom kao glavnim akterom. Kada je postalo izvjesno da će Juventus biti kažnjen izbacivanjem u 2. ligu, Capello je napustio trenersku stolicu.

### Real Madrid – drugi put
Novo/staro odredište bio je Madrid. Kraljevski je klub 1. srpnja 2006. dobio novog predsjednika Ramóna Calderóna, a pet dana kasnije i Capella kao novog trenera. Nakon što je preuzeo Real, dirigirao je dovođenjem novih igrača, iskoristivši pritom situaciju u svom bivšem klubu, te je u klub doveo Fabija Cannavara i Emersona. Iz Juventusa, koji se silno borio da zadrži svoje najveće zvijezde, nazivali su ga nezahvalnim lešinarom. U klubu su pojedini igrači, kao Igor Tudor i Alessandro Del Piero, koji su ostali u Serie B, o bivšem šefu imali štošta za reći – većinom ništa pozitivno, uglavnom su bili sretni što više nisu pod njegovom "diktaturom". Thomas Gravesen, koji je Capellovim dolaskom napustio Santiago Bernabéu, nezadovoljan odnosom novog trenera prema njemu, Talijana je nazivao arogantnim egocentrikom. Capello od potpuno posrnulog Reala nije odmah uspio napraviti jaku momčad kao nekad i ubrzo su počele glasine o njegovom otkazu. Javno se posvadio s navijačima, predsjednikom, te igračima Cassanom, Ronaldom, Beckhamom, Gutijem i drugima. Ipak, izgurao je sezonu do kraja, te uspio iznenađujuće proći Barcelonu i osvojiti naslov prvaka u posljednjem kolu. Nakon toga je svejedno dobio otkaz, pod obrazloženjem da njegova momčad "ne igra dovoljno atraktivan nogomet".

### Engleska nogometna reprezentacija
Nakon kraha Engleske u kvalifikacijama za Europsko prvenstvo 2008., u čemu je značajnu ulogu odigrala i Hrvatska, izbornik Steve McClaren je dobio otkaz. Capello je odmah proglašen glavnim favoritom za preuzimanje posla, zajedno s Mourinhom i Lippijem. Dana 14. prosinca 2007. objavljeno je da je Fabio Capello novi izbornik Engleske, a na novu dužnost je stupio 7. siječnja 2008.
Već u drugoj službenoj utakmici u kvalifikacijama za Svjetsko prvenstvo u Južnoj Africi uspio je pobijediti Hrvatsku s 4-1, na Maksimiru, što je prvi domaći poraz Hrvatske u službenoj utakmici od svog osamostaljenja.

## Trofeji
- Scudetto: AC Milan (1992., 1993., 1994., 1996.), AS Roma (2001.), Juventus (2005., 2006.)
- La Liga: Real Madrid (1997., 2007.)
- Liga prvaka: AC Milan (1994.)
- Talijanski superkup: AC Milan (1992., 1993., 1994.), AS Roma (2001.)
- Europski superkup: AC Milan (1994.)